# Setu bandha sarvangasana

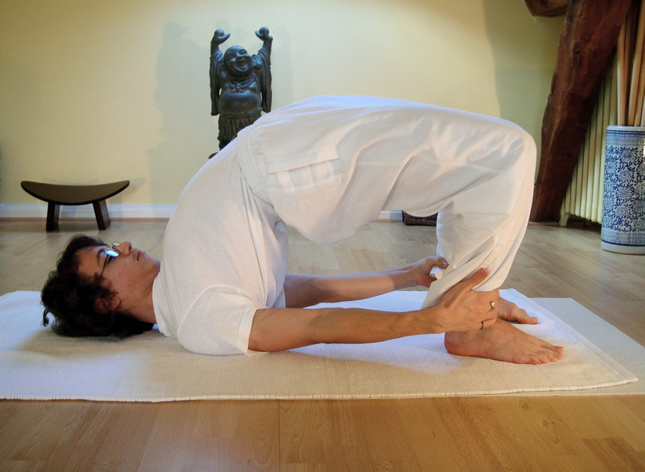
De Brug, zeer fors uitgevoerd
Setu Bandha Sarvangasana of Dvipada pitham

Setu Bandha Sarvangasana (Sanskriet voor gesloten brughouding met alle ledematen, meer gangbaar als De Brug), is een veelvoorkomende houding of asana. De combinatie van brug en slot/gesloten verwijst naar de solide en stabiele houding. Deze asana wordt ook wel Setu Bandhasana (gesloten brughouding) of Dvipada Pitham (tafel met twee poten).
| Sanskriet | vertaling                   |
| setu      | brug, dam of dijk           |
| bandha    | slot, gebonden              |
| sarva     | alle                        |
| anga      | ledematen                   |
| dvi       | twee                        |
| pada      | voet, been                  |
| pitham    | stoel, bank                 |
| asana     | houding (letterlijk: 'zit') |

## Beschrijving

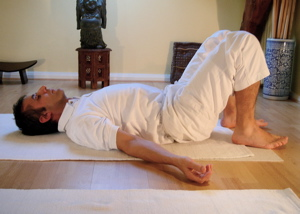
Savasana met opgetrokken benen

De Gesloten Brug met alle Ledematen is een liggende houding op de rug. Begin liggend in de Savasana met opgetrokken benen. De voeten staan plat op de grond ter breedte van de heupen. Hef in de inademing de heupen omhoog. Leg de armen onder u neer, beide handen in elkaar en zet de schouderbladen zo ver mogelijk onder de schouders: ze schuiven als het ware iets naar binnen. Laat vervolgens de handen los en leg de armen onder het lichaam, recht op de grond, naar de voeten wijzend met de handpalmen plat op de grond. Houdt deze positie enkele in- en uitademingen vast.